# Jacquerie (1358)
La jacquerie fu una rivolta popolare avvenuta nella Francia medievale tra il maggio e giugno del 1358, motivata da rivendicazioni di natura economico-sociale. Iscritta al novero delle rivolte popolari del XIV secolo, vide come protagonisti i contadini francesi, insieme ad altri membri del "popolo minuto" come la popolazione di Parigi.
La rivolta scoppiò in un momento critico per il Regno di Francia, impegnato militarmente dal 1337 nella guerra dei cent'anni contro il Regno d'Inghilterra. Questo periodo storico era difficile anche a causa dell'epidemia di peste nera e della crisi del Trecento, fonte di carestie e problematiche socio-economiche. La devastazione delle campagne francesi, continuamente saccheggiate dal passaggio degli eserciti belligeranti, fu una delle principali cause della rivolta dei contadini, animati da un profondo odio verso i cavalieri e gli aristocratici.

## Premesse
Nel XIV secolo il Regno di Francia era molto esteso ed era il più popoloso in Europa, ma era un territorio rurale, quasi interamente composto da campagna. Le città erano poche e quelle esistenti erano piccole; l'unica di notevoli dimensioni era Parigi, che a quel tempo era già una metropoli.  Durante tutto il XIII e nella prima parte del XIV secolo il regno aveva goduto di una relativa stabilità interna grazie al saldo dominio dei Capetingi, ma lo scoppio della guerra dei cent'anni nel 1337 aveva gettato il Paese in uno stato di guerra semi-permanente, che portò a un'inevitabile devastazione di larghi tratti di territorio, soprattutto rurale.
Al tempo la maggior parte della popolazione francese era composta da contadini, mentre i nobili costituivano solo tra l'1% e il 2% degli abitanti; la differenza tra queste due classi sociali stava nel lavoro: i contadini coltivavano le terre appartenenti ai nobili, che invece non pagavano le tasse e non lavoravano. Esisteva da sempre una profonda spaccatura tra nobili e contadini francesi anche a livello sociale e culturale: gli aristocratici vedevano con sdegno i villici, considerati inferiori, mentre quest'ultimi odiavano le classi dominanti, percepite come prepotenti, sfruttatrici e inette (soprattutto alla luce delle disastrose sconfitte francesi nella guerra dei cent'anni). Per molti contadini anzi i nobili francesi, piuttosto che difendere le loro terre come avrebbero dovuto fare, preferivano non far nulla o peggio unirsi ai saccheggi, favoriti dall'anarchia che ormai di fatto esisteva nel regno, e ciò esacerbò l'ostilità dei rustici contro i signori. Divenne opinione diffusa tra i ceti più umili che «i gentiluomini non servono a niente, se non ad opprimere il popolo con le loro estorsioni». Lo storico francese Jean Froissart, inoltre, riporta che sempre i contadini dissero che «i nobili, i cavalieri e gli scudieri svergognavano e rovinavano il regno».

## Storia
Partita dalle campagne, la rivolta aveva avuto l'appoggio di Étienne Marcel, rappresentante del terzo stato e capo della borghesia parigina nella rivolta del 1357. Fattori scatenanti della rivolta furono i costi delle sconfitte militari francesi di Crécy (1346) prima e di Poitiers (1356) dopo, che, insieme agli effetti della peste del 1348, pesavano sui contadini francesi. Tra i costi da pagare c'era il riscatto del re Giovanni il Buono, fatto prigioniero degli inglesi nella battaglia di Poitiers.
Alcuni capi della rivolta come Guillaume Cale erano consci della disparità di forze tra contadini e nobili, e tentarono di dissuadere i ribelli dall'affrontare l'aristocrazia in scontri diretti.

### Gli inizi
Non ci sono fonti certe riguardo alla data di inizio della rivolta: alcuni cronisti riportano «intorno a Pentecoste», che nel 1358 cadeva il 20 maggio, mentre altri affermano tra il 27 e il 28 maggio. Invece un cronista di cui non conosciamo il nome riferisce che il primo episodio di rivolta avvenne nel villaggio di Saint Leu, distante pochi chilometri dalla capitale Parigi. Trascorsi pochi giorni dallo scontro a Saint Leu, la rivolta si è diffusa in tutta la Francia del nord, in zone come la Normandia e la Champagne.
Secondo lo storico fiammingo Jean Le Bel, i rivoltosi erano più di seimila, e il loro numero cresceva rapidamente, perché «quelli che erano d'accordo li seguivano». Lo stesso Le Bel afferma che nel Beauvaisis i ribelli distrussero più di sessanta case e castelli di nobili.

## Fonti
Le fonti che trattano della jacquerie, soprattutto quelle coeve, sono in genere fortemente squilibrate dalla parte della nobiltà.
Secondo lo storico Alessandro Barbero, anche la trattazione nelle fonti moderne della jacquerie e in generale delle condizioni dei contadini francesi medievali è fallace. Nella fattispecie, egli critica altri storici come Jacques Heers e Roland Mousnier adducendo loro un'interpretazione eccessivamente semplicistica della società francese medievale, fortemente banalizzando i rapporti tra nobiltà e contadini, attribuendo a quest'ultimi una totale sottomissione ai ceti dominanti che in realtà non vi sarebbe mai stata.